# Pitney
Pitney är en ort och civil parish i Storbritannien.   Den ligger i grevskapet Somerset och riksdelen England, i den södra delen av landet, 190 km väster om huvudstaden London. Pitney ligger 27 meter över havet och antalet invånare är 374.
Terrängen runt Pitney är platt. Runt Pitney är det ganska tätbefolkat, med 160 invånare per kvadratkilometer. Närmaste större samhälle är Yeovil, 16,5 km sydost om Pitney. Trakten runt Pitney består till största delen av jordbruksmark.